# European Manager of the Year
Die Auszeichnung European Manager of the Year wird jährlich von den Chefredakteuren der European Business Press (EBP) an europäische Manager vergeben. Der EBP gehören in 30 Ländern 60 renommierte Wirtschaftszeitungen und -magazine an, darunter Titel wie Financial Times, Wall Street Journal Europe, Handelsblatt, Les Echos, Milano Finanza, Bilanz und Handelszeitung. Die Auszeichnung wurde erstmals 1991 vergeben.

## Preisträger
| Jahr | Person                                  | (damalige) Funktion                                |
| ---- | --------------------------------------- | -------------------------------------------------- |
| 1994 | Josef Tosovsky                          | Gouverneur der Tschechischen Nationalbank          |
| 2006 | Jorma Ollila                            | Vorstandsvorsitzender von Nokia                    |
| 2007 | Herbert Stepic                          | Vorstandsvorsitzender von Raiffeisen International |
| 2008 | Wendelin Wiedeking                      | Vorstandsvorsitzender der Porsche SE               |
| 2009 | Matti Alahuhta                          | Vorstandschef/CEO von KONE Corporation Osakeyhtiö  |
| 2010 | Wolfgang Mayrhuber                      | Vorstandschef/CEO der Deutschen Lufthansa          |
| 2011 | Ilja Laurs                              | Vorstandschef/CEO von GetJar                       |
| 2012 | Luca di Montezemolo                     | Vorstandschef/CEO von Ferrari                      |
| 2014 | Thomas Enders                           | Vorstandschef/CEO von Airbus                       |
| 2015 | Attila Doğudan                          | Vorstandschef/CEO von Do & Co                      |
| 2016 | Schweden                                | Vorstandschef/CEO von Kinnevik                     |
| 2018 | Håkan Samuelsson                        | Vorstandschef/CEO von Volvo                        |
| 2021 | Uğur Şahin Özlem Türeci Christoph Huber | Gründer von Biontech                               |